# Dictée/Liber Novus
Dictée/Liber Novus est un album de John Zorn paru sur le label Tzadik en 2010. Il comprend deux pièces, jouées par des ensembles différents, et composées selon la technique des file cards. Dictée est un hommage à l'artiste et écrivaine américaine d'origine coréenne Theresa Hak-Kyung Cha. Liber Novus est inspiré par le Livre rouge de Carl Gustav Jung. La musique est composée, arrangée et dirigée par John Zorn.

## Titres
| 1.    | Dictée      | 23:18 |
| 2.    | Liber Novus | 16:01 |
| 39:19 |             |       |

## Personnel
- Sylvie Courvoisier - piano, narration française (1)
- Okkyung Lee - violoncelle, narration coréenne (1)
- John Medeski - orgue (2)
- Ned Rothenberg - shakuhachi, flute basse, clarinette (1)
- David Slusser - effects sonores (2)
- Kenny Wollesen - vibraphone, percussion, Wollesonics (1, 2)
- John Zorn - bruitage, échantillonnage (1), narration allemande  (2)
- Stephen Gosling - piano (2)